# روی دیگر (آلبوم)
روی دیگر نام اولین آلبوم رسمی بهرام رادان است که در بهمن ۱۳۹۱ منتشر شد.
این آلبوم از ۱۲قطعه تشکیل شده است که شامل ۹قطعه به زبان فارسی و ۳قطعه به زبان انگلیسی می شود.
کار آهنگسازی و تنظیم قطعات این آلبوم توسط کیوان هنرمند انجام گرفته است.میکس و مسترینگ این آلبوم در استودیویی در کشور ترکیه انجام شده است.

## فهرست قطعات

### قطعات فارسی
- جیغ
- تمرکز
- تو هستی
- زمونه
- آروم نمی‌گیرم
- فرصت
- ماهی سیاه کوچولو
- آخر قصه
- خداحافظ

### قطعات انگلیسی
- stoned
- boring fall
- creative person